# قرار مجلس الأمن التابع للأمم المتحدة رقم 2008
قرار مجلس الأمن التابع للأمم المتحدة رقم 2008، المتخذ بالإجماع في 16 سبتمبر 2011. مددالمجلس ولاية بعثة الأمم المتحدة في ليبيريا لمدة عام واحد، حتى 30 سبتمبر 2011.

## القرار
تم اعتماد القرار بموجب الفصل السابع من الميثاق وأكد مجددًا تفويض المجلس للبعثة بمواصلة مساعدة الحكومة الليبيرية في الانتخابات الرئاسية والتشريعية العامة لعام 2011 مع الدعم اللوجستي وتنسيق المساعدة الدولية والدعم لأصحاب المصلحة الليبريين.
وحث المجلس جميع الليبيريين على تمكين النقاش السياسي الحر وضمان الوصول غير المقيد إلى صناديق الاقتراع واحترام النتائج. وطلب المجلس من الأمين العام إيفاد بعثة تقييم تقني بعد تنصيب الحكومة المنتخبة في عام 2012 للتركيز على الانتقال الأمني ووضع مقترحات للتغييرات في البعثة.
فيما يتعلق بالتعاون بين بعثة الأمم المتحدة في ليبريا وعملية الأمم المتحدة في كوت ديفوار، شدد المجلس على ضرورة أن تنسق البعثتان استراتيجياتهما بشأن أمن الحدود والجماعات المسلحة وتدفق اللاجئين الإيفواريين إلى ليبريا وطلب من الأمين العام الإبلاغ عن هذا الجهد.

## روابط خارجية
- نص القرار في undocs.org